# 大館站
大館站（日语：／ Ōdate eki */?）是位於日本秋田縣大館市御成町，屬於東日本旅客鐵道（JR東日本）和日本貨物鐵道（JR貨物）的鐵路車站。

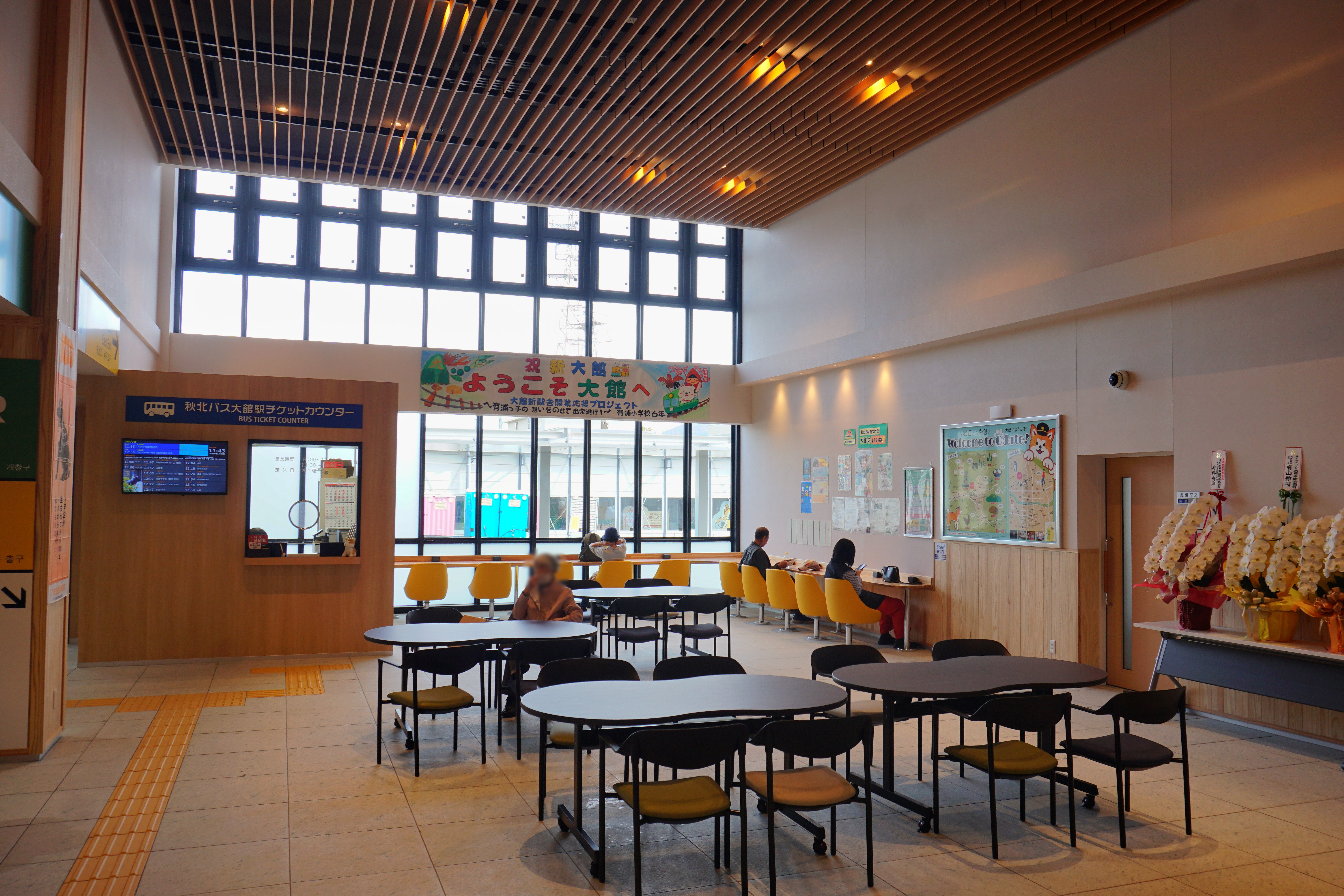
車站內部(2023年11月)

## 車站構造

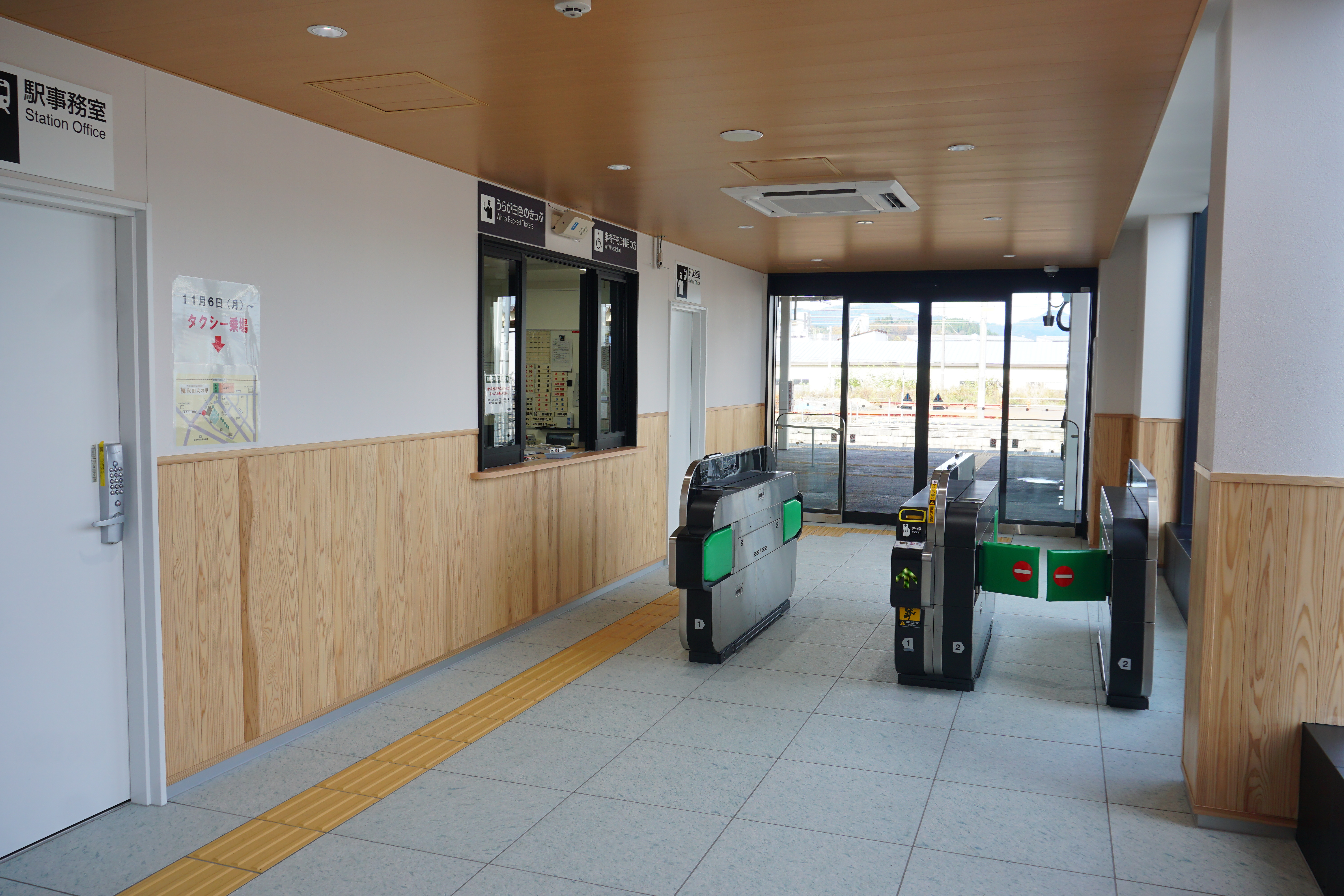
驗票口(2023年11月)

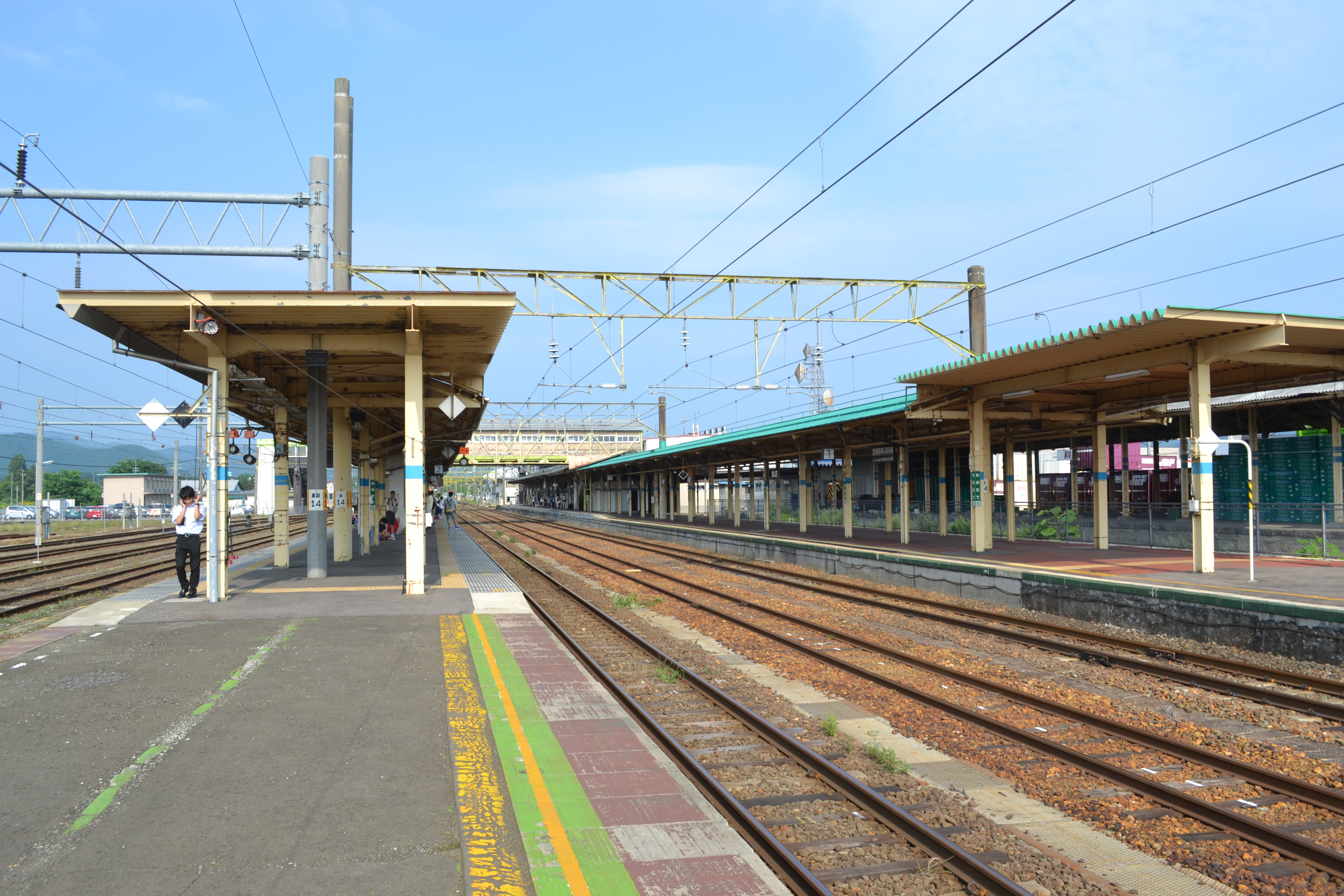
月台(2013年8月)

本站為側式月台1面1線與島式月台1面2線，合計2面3線的地面車站。

### 月台配置
| 月台 | 路線      | 方向 | 目的地             |
| ---- | --------- | ---- | ------------------ |
| 1    | ■奧羽本線 | 上行 | 東能代、秋田方向   |
| 2    | ■奧羽本線 | 下行 | 弘前、青森方向     |
| 3    | ■花輪線   | -    | 鹿角花輪、盛岡方向 |

（來源：JR東日本:車站構內圖 （页面存档备份，存于））

## 使用情況
根據JR東日本，2018年度（平成29年度）的1日平均上車人次為906人。
近年的推移如下表。
| 上車人次推移       | 上車人次推移     | 上車人次推移    |
| 年度               | 1日平均 上車人次 | 來源            |
| ------------------ | ---------------- | --------------- |
| 2000年（平成12年） | 1,066            | [ 利用客数 1 ]  |
| 2001年（平成13年） | 1,001            | [ 利用客数 2 ]  |
| 2002年（平成14年） | 957              | [ 利用客数 3 ]  |
| 2003年（平成15年） | 924              | [ 利用客数 4 ]  |
| 2004年（平成16年） | 917              | [ 利用客数 5 ]  |
| 2005年（平成17年） | 1,062            | [ 利用客数 6 ]  |
| 2006年（平成18年） | 1,099            | [ 利用客数 7 ]  |
| 2007年（平成19年） | 1,150            | [ 利用客数 8 ]  |
| 2008年（平成20年） | 1,158            | [ 利用客数 9 ]  |
| 2009年（平成21年） | 1,119            | [ 利用客数 10 ] |
| 2010年（平成22年） | 1,110            | [ 利用客数 11 ] |
| 2011年（平成23年） | 1,102            | [ 利用客数 12 ] |
| 2012年（平成24年） | 1,084            | [ 利用客数 13 ] |
| 2013年（平成25年） | 1,131            | [ 利用客数 14 ] |
| 2014年（平成26年） | 1,013            | [ 利用客数 15 ] |
| 2015年（平成27年） | 1,029            | [ 利用客数 16 ] |
| 2016年（平成28年） | 917              | [ 利用客数 17 ] |
| 2017年（平成29年） | 911              | [ 利用客数 18 ] |
| 2018年（平成30年） | 906              | [ 利用客数 19 ] |

## 相鄰車站
東日本旅客鐵道（JR東日本）
■奧羽本線
- 特急「津輕」停靠站

□快速
早口－大館－碇關
■普通
下川沿－大館－白澤
■花輪線
東大館－大館

### 曾經存在的路線
小坂製鍊（開業當時由小坂鐵道→同和礦業）
小坂線
大館－茂內
同和礦業
花岡線
大館－松峯

### 記事本文

#### 來源
1. 1 2 3 4 5  . 週刊朝日百科. 31号 青森駅・弘前駅・深浦駅ほか. 朝日新聞出版. 2013-03-17: 20.

### 使用情況
1. ↑  . 東日本旅客鉄道.   [2019-02-16]. （原始内容存档于2019-03-27）.
2. ↑  . 東日本旅客鉄道.   [2019-02-16]. （原始内容存档于2019-03-27）.
3. ↑  . 東日本旅客鉄道.   [2019-02-16]. （原始内容存档于2019-03-27）.
4. ↑  . 東日本旅客鉄道.   [2019-02-16]. （原始内容存档于2019-03-27）.
5. ↑  . 東日本旅客鉄道.   [2019-02-16]. （原始内容存档于2019-03-27）.
6. ↑  . 東日本旅客鉄道.   [2019-02-16]. （原始内容存档于2019-03-27）.
7. ↑  . 東日本旅客鉄道.   [2019-02-16]. （原始内容存档于2019-03-27）.
8. ↑  . 東日本旅客鉄道.   [2019-02-16]. （原始内容存档于2019-04-02）.
9. ↑  . 東日本旅客鉄道.   [2019-02-16]. （原始内容存档于2019-03-27）.
10. ↑  . 東日本旅客鉄道.   [2019-02-16]. （原始内容存档于2019-03-27）.
11. ↑  . 東日本旅客鉄道.   [2019-02-16]. （原始内容存档于2019-03-27）.
12. ↑  . 東日本旅客鉄道.   [2019-02-16]. （原始内容存档于2019-03-27）.
13. ↑  . 東日本旅客鉄道.   [2019-02-16]. （原始内容存档于2019-03-27）.
14. ↑  . 東日本旅客鉄道.   [2019-02-16]. （原始内容存档于2016-04-04）.
15. ↑  . 東日本旅客鉄道.   [2019-02-16]. （原始内容存档于2019-03-27）.
16. ↑  . 東日本旅客鉄道.   [2019-02-16]. （原始内容存档于2019-03-23）.
17. ↑  . 東日本旅客鉄道.   [2019-02-16]. （原始内容存档于2019-03-27）.
18. ↑  . 東日本旅客鉄道.   [2019-07-08]. （原始内容存档于2019-03-25）.
19. ↑  . 東日本旅客鉄道.   [2019-07-08]. （原始内容存档于2019-07-05）.

## 外部連結
- 車站資訊（大館）：東日本旅客鐵道